# オールライト (ケンドリック・ラマーの曲)
「オールライト」（Alright）は、2015年7月30日に発売されたケンドリック・ラマーのシングル。発売元はTop Dawg Entertainment、Aftermath Entertainment（Interscope Records）。
「ローリング・ストーンの選ぶオールタイム・グレイテスト・ソング500」（2021年版）において45位に選ばれている。

## 収録曲
1. Alright [3:39]
Produced by Pharrell Williams, Sounwave
(作詞・作曲：Kendrick Duckworth, Mark Spears, Pharrell Williams)
  - Kendrickは「アフリカに行ったときにインスパイアされて書いたんだ。人々がすごく努力しているし、自分より熱かった。これはターニングポイントだったね」[3]。2015年6月28日に行われたBETアワード2015ではアメリカ国旗を背景に、パトカーの上に乗ってこの曲を披露。このパフォーマンスと楽曲の歌詞をFox Newsのジェラルド・リベラは「若いアフリカ系アメリカ人にとってヒップホップは人種差別より損害を与える。これは明らかに間違ったメッセージだ」と批判した[4]。それに対しKendrickは「希望の曲を歌ってんだ、どうしたら憎悪の曲に変わるんだよ。みんな大丈夫さ、っていうメッセージであって、人々を殺せというメッセージではない。若い少年たちが殺されているという真実を避けられてるけど、これは本当のことなんだ。ヒップホップが問題ではないし、これがオレたちの音楽なんだ」と反論した[5]。

## クレジット
- Terrace Martin：Alto Saxophone
- Candace Wakefield：Backing Vocals
- Pharrell Williams：Backing Vocals
- Stephen "Thundercat" Bruner：Backing Vocals
- Recorded by Derek "MixedByAli" Ali

## 受賞・ノミネート
| 音楽賞           | 賞                             | 結果       |
| ---------------- | ------------------------------ | ---------- |
| 第58回グラミー賞 | 最優秀楽曲賞                   | ノミネート |
| 第58回グラミー賞 | 最優秀ラップ・パフォーマンス賞 | 受賞       |
| 第58回グラミー賞 | 最優秀ラップ楽曲賞             | 受賞       |
| 第58回グラミー賞 | 最優秀ミュージック・ビデオ賞   | ノミネート |